# Adriana Hoffmann
Adriana Hoffmann Jacoby (Santiago del Cile, 29 gennaio 1940 – Santiago del Cile, 20 marzo 2022) è stata una biologa e botanica cilena.
È stata anche scrittrice e coautrice di libri sulla flora, le piante medicinali e le risorse biogeografiche del Cile, sostenitrice della difesa della foresta nativa e direttrice della Commissione Nazionale dell'Ambiente del Cile, Conama, tra il marzo del 2000 e l'ottobre del 2001. Ha classificato oltre cento specie di piante.

## Biografia
Adriana Hoffmann è nata il 29 gennaio del 1940 a Santiago del Cile. Il padre Franz Hoffmann era medico fisiologo, come la madre, Helena Jacoby, fisiologa e psichiatra. Adriana Hoffmann ha cominciato a studiare agronomia all'Università del Cile, senza terminare gli studi, considerati troppo tecnici. In seguito si è trasferita in Germania, dove per motivi di studio era andata la madre. Lì Adriana Hoffmann si è concentrata sulla botanica. 
Dal 1992 ha lavorato come coordinatrice dell'organizzazione Defensores del Bosque del Cile, promuovendo la conservazione delle specie autoctone. Nel 1997 è stata riconosciuta dall'ONU come una dei 25 leader ambientalisti degli anni Novanta e, nel 1999, ha vinto il Premio Nazionale Ambientale del Cile nella categoria dell'Educazione Ambientale, assegnato dalla Commissione Nazionale Ambientale (Conama). È stata direttrice del Conama tra il marzo del 2000 e l'ottobre del 2001.
Nel 2000 ha rappresentato il Cile alla COP 6. Ha identificato e nominato oltre cento nuove specie di piante, in particolare di Cactaceae. 
È morta il 20 marzo del 2022 a Santiago del Cile.